# Giovan Battista Trionfetti
Giovanni Battista Trionfetti (Bologna, 8 maggio 1656 – Roma, novembre 1708) è stato un naturalista italiano.
Dopo aver compiuto gli studi a Bologna, Trionfetti fu curatore dell'Orto botanico della Sapienza romana.
Gli interessi naturalistici, condivisi con il fratello Lelio, professore a Bologna, lo portarono a pubblicare nel 1685 le Observationes de ortu ac vegetatione plantarum, nelle quali condusse un attacco alla teoria, diffusa da Marcello Malpighi, della preformazione del vivente nel seme vegetale o nell'uovo degli animali.
Trionfetti sosteneva, inoltre, l'idea della generazione spontanea degli organismi cosiddetti imperfetti e, insieme a Filippo Bonanni, difese la teoria contro le critiche di Francesco Redi e Malpighi.